# レーザーTV
レーザーTV（レーザーテレビ、Laser Television）とは走査にレーザー光を使用した投影式表示デバイスである。レーザープロジェクタ、レーザーディスプレイとも言う。

## 概要
レーザーTVはディスプレイ背面に光源を持ち、リアプロジェクションテレビ方式とほぼ同様な機構で作動する。
日本ではリアプロジェクションテレビの販売は苦戦した過去がある。2007年末には、他企業に続きソニーも撤退し、日本市場でのリアプロジェクションテレビの販売は失敗に終わった。
そこで登場したのがレーザーTVである。レーザーTVは、事実上、リアプロの後継機の一種と言える。
2008年11月16日、初めての商用レーザーTVが三菱電機よりアメリカ合衆国において発売された。日本では2010年8月に国内初となるレーザーTV「LASERVUE（75-LT1）」が発売された。

## 技術
基本的なシステムは、ディスプレイ背面よりレーザー光を直接投射して映像を再生する。
以前は走査系にガルバノメータやポリゴンミラー、プリズム、音響光学素子等複雑な機構を用いていたが、近年MEMSの技術進展により、小型化、集積化が可能となる。
光源にレーザーを使用する為、高輝度で色純度が高く、色再現域に優れる。現在、通常の液晶プロジェクタの様に投影する形式もある。
また、ヴァーチャルリアリティの表示用に偏光スクリーンと組み合わせた3D表示装置の開発も進められつつある。また、デジタルシネマの投影機として映画館向けの投影機の開発も進みつつある。
使用するレーザーにおいても、半導体レーザーを利用した赤および青の高出力化に続いて、2006年より小型の高出力緑色レーザーの開発が進められた結果、小型・低価格・省電力化が可能となってきている。

## 歴史
レーザーディスプレイの概念は1966年に提唱されたが

、当時は既存のディスプレイ光源の代わりとしてレーザーを用いるには一部の稀少な超ハイエンド製品を除いて性能が低く、レーザー照射技術を民生品として利用するにはコストが高すぎた

。そのため、従来はシミュレータ等の投影装置などの軍事用途や研究開発に使用されていた。
このように一般ユーザーにはなじみのない表示デバイスだったが、日本では1985年のつくば万博や2005年の愛・地球博で一般公開されている。
また2006年、ラスベガスのConsumer Electronics Showにおいて、Novalux Inc.が投影ディスプレイへのレーザー照射源とリアプロジェクションレーザーTVのプロトタイプのデモンストレーションを行った
。
商業用レーザーTVの歴史においては、1993年、ドイツのSchneider AGが、ダイムラー・ベンツおよびJenoptik AGとともに開発したレーザーTVのプロトタイプを発表した。しかしSchneider AGが倒産したため、このプロトタイプは製品化され市場に発売されることはなかった。
初めての商業用レーザーTVの開発は、2006年2月16日に三菱電機によって発表され

、2008年初頭を目標に大規模市場投入することが報じられた

。2008年1月7日、 Consumer Electronics Show 2008のイベントにおいて、Mitsubishi Digital Electronics America

が初めての商業レーザーTV 65" 1080pモデルを公表した

。このレーザーTVはMitsubishi LaserVue TVというブランドで北部ニュージャージーのElectronics Expo storeおよび他のいくつかの店にて2008年11月16日に$6,999で発売された
。